# Academia das Ciências de Lisboa
La Academia das Ciências de Lisboa (ACL) (Acadèmia de les Ciències de Lisboa, en català) és una institució portuguesa científica d'utilitat pública, objectiu principal de la qual és incentivar les activitats d'investigació i divulgació de la cultura portuguesa.
Els destins de ACL són gerenciats pel Consell Administratiu del qual és president Adriano José Alves Moreira, Eduardo Romano de Arantes e Oliveira actuant de vicepresident, António Dias Farinha com a secretari general, Britaldo Rodrigues com a vicesecretari i Artur Torres Pereira com a tresorer.

## Història
L'Acadèmia de les Ciències de Lisboa fou fundada durant el regnat de Maria I el 24 de desembre de 1779, en ple il·luminisme, i el seu primer president i gran mentor fou el Duc de Lafões, essent el primer secretari Domingos Vandelli, i el següent Abate Correia da Serra. Inicialment es denominava Academia Real das Sciencias de Lisboa, nom que es mantingué fins a la Proclamació de la República Portuguesa (del 5 d'octubre de 1910, passant-se a dir "Academia das Ciências de Lisboa". Durant la seva història ha estat en sis llocs oficials, trobant-se actualment en l'antic "Convent de Jesús de Lisboa", en la part baixa del Bairro Alto.

### Víctimes del terratrèmol de 1755
El 2004, al procedir a obres de manutenció en el paviment dels claustres, es descobriren sepultures amb ossos amuntegats. Realitzades les investigacions preliminars pel director del Museu ACL, Miguel Teles Antunes, es descobrí que, barrejades amb les restes dels frares del convent, estaven les de les víctimes del Terratrèmol de 1755. Es segueix estudiant per diversos investigadors, havent-se fet dos col·loquis interacadèmics en el Saló Nobre de la ACL sobre aquesta temàtica.

## Classes i seccions
En l'època de la seva fundació, la ACL estava formada per tres classes (Ciències Naturals, Ciències Exactes i Belles Lletres). El 1851, les dues primeres es fusionaren en la classe Ciències i la segona donà origen a Lletres.
Cada una de les seccions té socis efectius (cinc acadèmics) i socios corresponents (deu acadèmics). Per a realitzar això, compta també amb socis corresponents brasilers, socis corresponents estrangers, socis honorífics i socis emèrits.

### Classe de Ciències
El vicepresident del Consell Administratiu de la ACL, Eduardo Romano de Arantes e Oliveira, és també president de la Classe de Ciències, ajudat per Armando Pombeiro, vicepresident; Britaldo Rodrigues, secretari; i Maria Manuela Chaves, vicesecretària.
La Classe de Ciències està constituïda per les següents set seccions, amb els socis efectius:
1. Matemàtica: Fernando R. Dias Agudo, António Ribeiro Gomes, Jaime Campos Ferreira, João Paulo Carvalho Dias
2. Física: João da Providência e Costa, José M. Moreira de Araújo, João Bessa e Sousa, Filipe Duarte Santos
3. Química: João José Rodiles Fraústo da Silva, Armando Pombeiro, Jorge Calado, José Simões Redinha, Sebastião José Formosinho S. Simões
4. Ciències de la Terra i de l'Espai: João Manuel Cotelo Neiva, Britaldo Rodrigues, Miguel Teles Antunes, António Ramos Ribeiro e Martim Ramiro Portugal, Vasconcelos Ferreira
5. Ciències Biològiques: Luís Archer, Arsénio Pato Carvalho, Roberto Salema, Maria Salomé Soares Pais, Vítor Madeira
6. Ciències Mèdiques: José Manuel Toscano Rico, Jaime Celestino da Costa, Daniel Serrão, Artur Torres Pereira
7. Ciències de l'Enginyeria i altres Ciències Aplicades: Eduardo Romano de Arantes e Oliveira, Maria Manuela Chaves, Armando C. Lencastre, João Resina Rodrigues, Carlos Salema

### Classe de Lletres
El president del Consell Administratiu de la ACL, Adriano Moreira, és també president de la Classe de Lletres, ajudat per Artur Anselmo, vicepresident; António Dias Farinha, secretari; i de Justino Mendes de Almeida, vicesecretari.
La Classe de Lletres està constituïda per les següents seccions, amb els socis efectius:
1. Literatura i Estudis Literàris: Luís Francisco Rebelo, Urbano Tavares Rodrigues, Agustina Bessa-Luís, João Bigotte Chorão, Artur Anselmo
2. Filologia i Lingüística: José de Pina Martins, Américo da Costa Ramalho, Maria Helena da Rocha Pereira, João Malaca Casteleiro, Aníbal Pinto de Castro
3. Filosofia, Psicologia i Ciències de l'Educació: José Hermano Saraiva, Fernando Castelo Branco, Justino Mendes de Almeida, António Brás Teixeira, José Ferreira Marques
4. Història i Geografia: Joaquim Veríssimo Serrão, Ilídio do Amaral, José-Augusto França, José Mattoso, António Dias Farinha
5. Dret i Ciència Política: Pedro Soares Martínez, Mário Júlio de Almeida Costa, Martim de Albuquerque, Adriano Moreira
6. Economia i Finances: Manuel Jacinto Nunes, Paulo de Pitta e Cunha, i José Luís Cardoso
7. Sociologia i altres Ciències Humanes i Socials

## Instituts
La ACL té dos importants instituts:

### Institut d'Alts Estudis
Institut presidit també per Adriano Moreira i obert a pèrits i científics no pertanyents a la ACL, tenint per objectiu la promoció dels estudis avançats en Ciència i Humanitats.

### Institut de Lexicologia i de Lexicografia de la Llengua Portuguesa
Presidit per Artur Anselmo, aquest institut estimula la preservació i l'expansió de la llengua portuguesa, estant obert també a la participació de pèrits i científics no pertanyents a la ACL. D'entre les obres realitzades per l'Institut de Lexicologia i Lexicografia de l'ACL hi trobem el Dicionário da Língua Portuguesa Contemporânea.